# Mantuaanse Successieoorlog
De Mantuaanse Successieoorlog (1628–1631) was een perifeer deel van de Dertigjarige Oorlog. De casus belli was het uitsterven in directe mannelijke lijn van de hertog van Mantua en Montferrat uit het Huis Gonzaga in december 1627. De broers Francesco IV (1612), Ferdinando (1612–1626) en Vincenzo II (1626–1627), de laatste drie hertogen van Gonzaga, waren allen gestorven zonder wettige erfgenamen na te laten.
De oorlog werd uitgevochten tussen aan de ene kant Frankrijk en aan de andere kant de Habsburgers. Beide partijen steunden een eigen kandidaat. Op het spel stond de controle over Noord-Italië. Mantua en Montferrat lagen aan beide kanten van Milaan en daarmee was het een bedreiging voor de 'Spaanse weg', waarmee soldaten een vrije doorgang hadden naar de Spaanse Nederlanden. Frankrijk wilde Spanje verzwakken en zag hierin een kans. Maar ook het veiligstellen van de Franse oostgrens was een reden.
De Habsburgers steunden Ferrante II Gonzaga, hertog van Guastalla. De naaste verwant Charles de Nevers-Gonzaga nam, gesteund door de Fransen, het bewind op zich. Spanje bezette vanuit Milaan het land Montferrat en kreeg steun van de Duitse keizer, die Wallenstein met een leger stuurde. Spinola werd naar Milaan gestuurd, waar hij optrad als gouverneur. Tijdens gevechten kwam hij hier om het leven. Uiteindelijk moesten Duitsland en Spanje de strijd in Noord-Italië staken omdat de Duitse keizer moeilijkheden ondervond in Duitsland door de interventie van de Zweedse koning Gustaaf II Adolf.
Voor de Noordelijke Nederlanden, die met Spanje verwikkeld waren in de Tachtigjarige Oorlog, kwam de Mantuaanse Successieoorlog heel gelegen. Het leidde Spanje af van de Nederlanden, waardoor de Nederlanders weer de ruimte kregen om een offensieve oorlog te voeren.

## Einde
De oorlog werd beëindigd aan de onderhandelingstafel. In de Vrede van Regensburg (1630) werd de Franse kandidaat Charles de Nevers erkend als hertog van Mantua. Tegelijk werden er gebieden overgedragen aan Savoye en aan Guastalla. De Habsburgers beloofden hun troepen in het gebied te verminderen en de Fransen verplichtten zich geen verbond te sluiten in Duitsland tegen de Habsburgse keizer.
Vooral deze laatste bepaling was onaanvaardbaar voor de Fransen en daarom werd de oorlog voortgezet tot op 19 juni 1631 de Vrede van Cherasco werd gesloten. Hierin verviel de voorwaarde dat Frankrijk de vijanden van de keizer in Duitsland niet mocht steunen. Charles de Nevers werd hertog van Mantua en Monferrato, maar moest Trino en Alba in Monferrato afstaan aan Savoye en Luzzara en Reggiolo aan Cesare II van Guastalla de zoon van Ferrante II Gonzaga.

## Zie ook

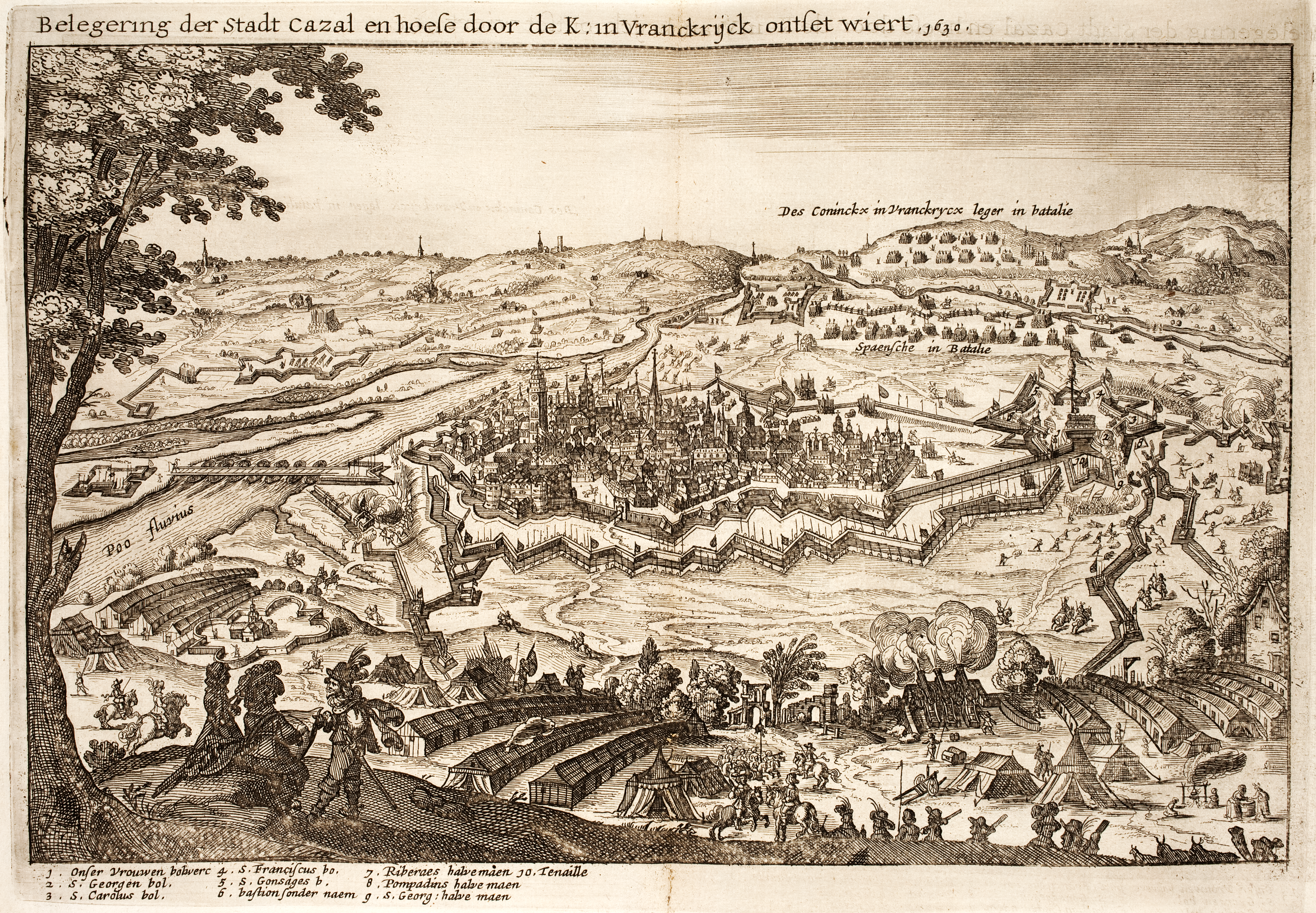
Beleg en ontzet van Casale Monferrato, Noord-Italië door Franse troepen, 1630.